# Modlitwa eucharystyczna

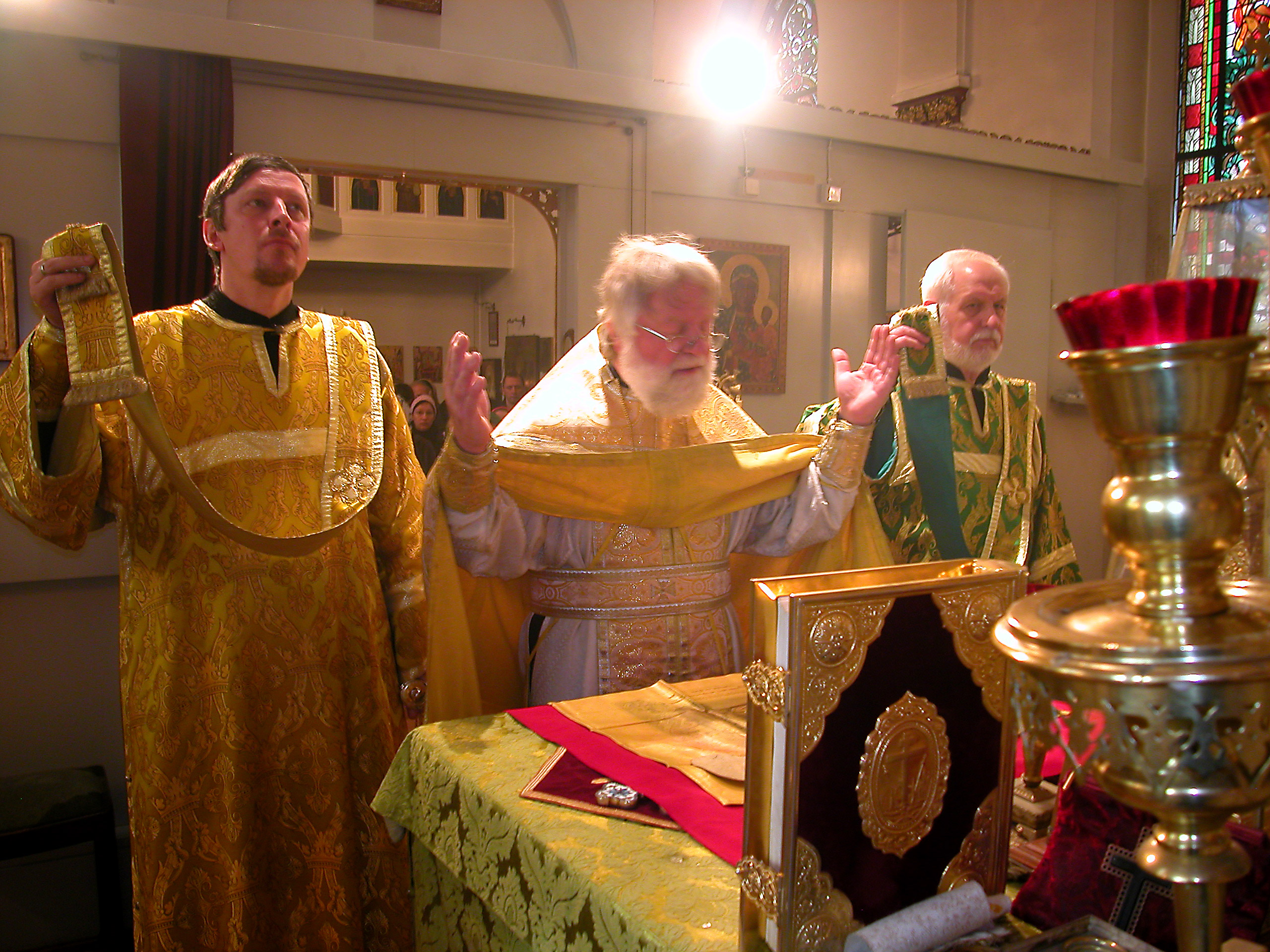
Celebrans wznoszący anaforę w rycie bizantyjskim, cerkiew Opieki Matki Bożej, Düsseldorf.

Modlitwa eucharystyczna (łac. Prex eucharistica; gr. ανάφορα, anáphora) – modlitwa zanoszona w czasie liturgii Eucharystii (mszy). W tradycji Kościołów wschodnich nazywana jest z greckiego anaforą, lub boską liturgią, zaś w dawnej tradycji łacińskiej kanonem (np. Kanon rzymski). Większość współcześnie celebrowanych modlitw powstało w okresie patrystycznym jako rozwinięcie liturgii paschalnej Wieczernika. Konsekrowane w trakcie modlitwy eucharystycznej chleb i wino stają się, według wiary Kościoła, Ciałem i Krwią Chrystusa. Są znakami sakramentalnymi Jego śmierci i zmartwychwstania, przedstawionymi Bogu Ojcu jako zbawcza, nieskalana Ofiara chwały. Rozdziela się je między uczestników tej ofiary do spożycia.

## Historia

### Początki modlitwy eucharystycznej
U początku Modlitw eucharystycznych, które są sercem liturgii tradycyjnych Kościołów chrześcijańskich, jak katolickie, prawosławne oraz orientalne, a także niektóre Kościoły Wspólnoty anglikańskiej stoi modlitwa, której przewodniczył sam Jezus Chrystus w czasie Ostatniej Wieczerzy. Jezus modlił się w ten sam sposób, co wszyscy Żydzi jego czasów, którzy przewodniczyli celebracji w czasie świątecznych posiłków – czy to rodzinnych w domu, czy też bractw o charakterze eschatologicznym, zwanych haburot. Ponieważ była to wieczerza paschalna (por. Mk 14,14), Jezus używał formuł tradycyjnych modlitw błogosławieństw, które dyktował zwyczaj celebrowania Paschy żydowskiej. Istniały dwa rodzaje „błogosławieństw”. Krótkie berachot, zawierające jedno zdanie, wypowiadane było przy pierwszym kielichu wina i łamaniu chleba otwierającym posiłek. Brzmiało ono, odpowiednio, przy kielichu: „Błogosławiony jesteś Adonaj, nasz Boże, Królu wszechświata, który stworzyłeś owoc winnego krzewu” oraz przy łamaniu i dzieleniu chleba: „Błogosławiony jesteś, Adonaj, nasz Boże, Królu wszechświata, który dajesz nam chleb z ziemi”. Długie berachot, zwane „birkat ha-mazon”, przewodniczący wypowiadał na końcu posiłku, przy ostatnim kielichu wina zwanym kielichem błogosławieństwa (por. 1 Kor 10,16). Prawdopodobnie powodem tego, iż Ewangeliści Marek i Mateusz użyli dwóch różnych słów: „błogosławił” dla chleba i „złożył dziękczynienie” dla kielicha (Mk 14,22-23; Mt 26,26-27) – mogła być właśnie ta różnica w długości błogosławieństwa.
Ustanawiając pamiątkę swojej tajemnicy paschalnej, Jezus zaadaptował starożytną modlitwę żydowskiego błogosławieństwa, dając jej nową treść, związaną z Nowym Przymierzem w swojej krwi. Przymierze to Jezus proklamował będąc sam wcielonym, ostatecznym i w pełni doskonałym Słowem Boga (por. Hbr 1,1).
Pierwsze wspólnoty chrześcijańskie opisane w Dziejach Apostolskich, wypełniając polecenie Jezusa zbierały się na łamanie chleba (Dz 2,42) na pamiątkę ofiary jego ciała wydanego i krwi wylanej na krzyżu. Podobnie jak działo się to w archetypicznych zgromadzeniach, które miały miejsce w Izraelu – jak na Synaju (por. Księga Wyjścia rozdziały 19-21,20 oraz 24)  – wspólnoty te po słuchaniu Słowa Bożego, zawartego w nauczaniu Apostołów, przywoływały to Słowo poprzez modlitwy, które znały z synagog, a następnie powierzały się temu Słowu właśnie przez wielką modlitwę błogosławieństwa, modlitwę eucharystyczną (hebr. beracha). Były to pierwsze modlitwy eucharystyczne Kościoła. Zanoszone podczas posiłków połączonych z obrzędem łamania chleba – uczt będących wypełnieniem starotestamentalnych ofiar komunii (ofiar biesiadnych; por. Kpł 3,1; 1 Krl 3,15; Lb 15,5;) przypieczętowujących przymierze z Bogiem – były od początku rozumiane jako pamiątka i uobecnienie, proklamacja ofiary Nowego Przymierza: zbawczej śmierci Jezusa Chrystusa. Mówił o tym Apostoł Paweł do Koryntian: „Ilekroć bowiem spożywacie ten chleb albo pijecie kielich, śmierć Pańską głosicie, aż przyjdzie” (1 Kor 11,26).
W tym czasie nie było jeszcze ksiąg liturgicznych. Kontynuowano synagogalny zwyczaj tradycji ustnej, czyli przekazywania pamięciowego schematu modlitw. Zaczęto je spisywać znaczenie później. Pod koniec IV wieku w Afryce, gdy pierwsze spisane formuły modlitw eucharystycznych zaczęły krążyć od kościoła do kościoła, wywołało to naturalną ostrożność władz kościelnych. Synod, który zebrał się w 393 r. w Hipponie zalecił roztropność w tej kwestii:

Jeśli /jakiś prezbiter/ kopiuje dla siebie wzór z jakiegoś źródła z zewnątrz, nie może z niego korzystać, dopóki nie przedstawi go bardziej uczonym braciom.

### Modlitwy eucharystyczne w Kościele poapostolskim
Według wielu uczonych, m.in. Louisa Bouyera, Roberta Cabié, Ledogara, Ligiera, Talleya, Giraudo i in., w okresie poapostolskim modlitwy eucharystyczne we wspólnotach chrześcijańskich były wciąż modlitwami żydowskimi z dodatkami odnoszącymi się do Jezusa Chrystusa. Ogólnie, kościoły chrześcijańskie, zwłaszcza w Palestynie i w Egipcie, w pierwszym stuleciu zewnętrznie nie były odróżnialne od wspólnot pozostających w judaizmie. Jako przykład takiej adaptowanej z judaizmu wczesnochrześcijańskiej modlitwy eucharystycznej jest podawany tekst przechowany w zbiorze zwanym Didache w rozdziałach IX i X. Najpierw podane są modlitwy, które były prawdopodobnie zanoszone przy pierwszym kielichu i przy chlebie na początku uczty.
„IX. (...) „Co do Eucharystii, składajcie dziękczynienie w taki oto sposób:

2. Najpierw przy kielichu:

Dziękuję Ci, Ojcze nasz,

Za świętą winorośl Dawida, sługi Twego,

Którą objawiłeś nam przez Jezusa, sługę Twego.

Tobie chwała na wieki!

3. Następnie przy łamaniu chleba:

Dziękujemy Ci, Ojcze nasz,

Za życie i za poznanie,

Które objawiłeś nam przez Jezusa, sługę Twego.

Tobie chwała na wieki!

4. Jak ten chleb łamany, rozrzucony po górach,

Został w jedno zebrany,

Tak niech Kościół Twój aż po najdalsze krańce ziemi

Zbierze się w jednym królestwie Twoim,

Bo Twoja jest chwała i moc przez Jezusa Chrystusa na wieki!”
Po spożyciu chleba eucharystycznego i posiłku, a przed dłuższym, uroczystym błogosławieństwem nad ostatnim kielichem wina, w wersie 5. rozdziału IX następuje komentarz, swoista „rubryka” zwracająca uwagę, że przyjmować je mogą tylko ci, którzy zostali uświęceni przez chrzest: Niech nikt nie je ani nie pije z waszej Eucharystii oprócz tych, co zostali ochrzczeni w imię Pana, gdyż to właśnie miał Pan na myśli mówiąc: „Nie dawajcie psom tego, co święte” (Mt 7,6). Dalej Didache podaje tekst dłuższej modlitwy odmawianej po spożytym posiłku,  gdy uczestnicy „już się nasycą”. Jest to najprawdopodobniej schrystianizowana wersja „birkat ha-mazon”, błogosławieństwa przy ostatnim kielichu wina. Podobnie, w opowiadaniu o Ostatniej Wieczerzy w Ewangelii Łukasza jest mowa o tym drugim kielichu „po wieczerzy” (por. Łk 22,17 oraz 20).
Tekst modlitwy tego błogosławieństwa kończy się ponowną zachętą, aby przystąpił ten – w domyśle tylko ten – kto święty:
X.1 „A gdy się już nasycicie, składajcie dziękczynienie w taki oto sposób:

2. Dziękuję Ci, Ojcze Święty,

Za święte Imię Twoje,

Które z woli Twojej zamieszkało w sercach naszych,

I za poznanie, i za wiarę, i za nieśmiertelność,

Które objawiłeś nam przez Jezusa, sługę Twego,

Tobie chwała na wieki!

3. Ty, Panie wszechmogący,

Stworzyłeś wszystko dla Imienia Twego,

Dałeś ludziom pokarm i napój, aby ciesząc się nim, Tobie dziękowali.

Nam zaś dałeś w swej łaskawości duchowy pokarm i napój, i życie wieczne przez Jezusa, sługę Twego.

4. Nade wszystko dziękujemy Ci za wielką potęgę Twoją.

Tobie chwała na wieki!

5. Pomnij, Panie, na Kościół Twój, i wybaw go od zła wszelkiego,

I uczyń doskonałym w miłości Twojej.

I zgromadź go z czterech stron świata, uświęcony,

W królestwie Twoim, które przygotowałeś dla niego,

Bo Twoja jest moc i chwała na wieki!

6. Niechaj przyjdzie łaska i przeminie ten świat!

Hosanna Bogu Dawidowemu!

Kto święty, niech podejdzie,

Kto nim nie jest, niech czyni pokutę!

Marana tha.

Amen.”.
Błogosławieństwo to ma trzy części. Wydaje się, że pierwsze dwie są transpozycją żydowskiego błogosławieństwa dziękczynnego za pożywienie i ziemię oraz za przymierze i Prawo. Podczas gdy prośba o zachowanie Kościoła jest odpowiednikiem prośby o wypełnienie wielkich dzieł Bożych modlitwy Tefila.
W tym czasie liturgiczna modlitwa eucharystyczna była celebrowana razem z posiłkiem, w sposób typowy dla świątecznych uczt żydowskich, jak ma to miejsce np. w sederze paschalnym. Do rozdzielenia Eucharystii i posiłku doszło w II wieku, m.in. w wyniku problemów, które napotkał już św. Paweł we wspólnocie Kościoła w Koryncie (por. 1 Kor 11,17-22). Po rozdzieleniu, spożywany niezależnie posiłek chrześcijan zyskał miano agapy.
Inną starą modlitwą eucharystyczną, bliską formie żydowskiej, choć z czasem przeredagowaną jest Anafora Addaja i Mariego. Jest znana z tego, że nie zawiera słów ustanowienia. 
Kolejną starą modlitwą eucharystyczną, datowaną na początek III w. (ok. 225 r.), mającą strukturę podobną do tych, które są używane dzisiaj jest modlitwa, a raczej jej schemat z Tradycji apostolskiej Hipolita. Spisana najprawdopodobniej po grecku pochodzi z czasu, kiedy jeszcze używanie pisemnej wersji nie było w zwyczaju, jak sam autor zaznacza we wstępie (n.9).

### IV wiek
Czwarte stulecie umożliwiło chrześcijaństwu rozwój w wolności i publicznej akceptacji dzięki edyktowi pokoju Konstantyna z 313 r. Małe wspólnoty celebrujące w domach lub willach przerobionych na Dom Kościoła (łac. Domus ecclesiae), zaczęły się rozrastać pod wpływem masowych nawróceń. Nowi chrześcijanie pochodzili z narodów, które nie znały i nie rozumiały liturgii paschalnej judaizmu, będącej kluczem do zrozumienia chrześcijańskiej modlitwy eucharystycznej. Celebracja eucharystyczna przeniosła się do większych budynków, budowanych na wzór synagog na wschodzie i rzymskich bazylik na zachodzie.

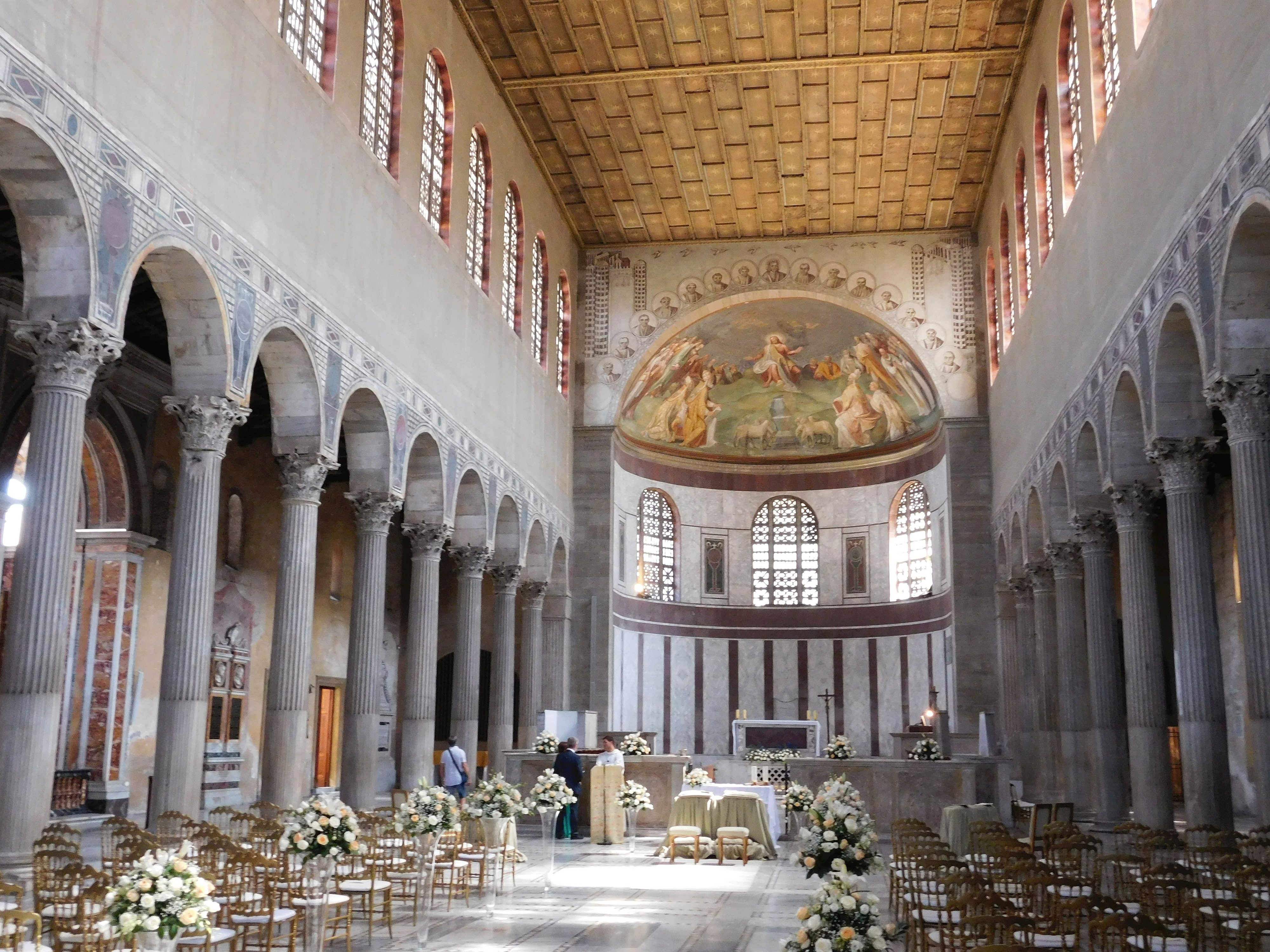
Rzymski kościół św. Sabiny na Awentynie. Zachowana do dziś, jedna z pierwszych bazylik chrześcijańskich w Wiecznym Mieście. Bazyliki były miejscem pierwotnie zaprojektowanym do celów świeckich: sądowniczych i obywatelskich. Kościół przystosował je do intonowania modlitw eucharystycznych. Te zaś w nowej przestrzeni musiały wybrzmieć w nowy sposób.

Okres ten, szczególnie po Soborze nicejskim I (325 r.), był świadkiem wielkiej twórczości w dziedzinie układania modlitw eucharystycznych. Większe budynki kościelne wymagały innego sposobu proklamowania modlitwy. Zaczęto ustalać i unifikować teksty modlitw. Na wschodzie, najstarszym ośrodkiem rozwoju liturgicznego była Antiochia, centrum kultury i nauki greckiej. W środowisku chrześcijaństwa antiocheńskiego powstała Anafora Bazylego Wielkiego, napisana przez Bazylego, biskupa Cezarei, której pierwowzorem była Aleksandryjska anafora Bazylego Wielkiego, używana w Egipcie modlitwa pochodzenia syryjskiego. Stamtąd również pochodzi Anafora Dwunastu Apostołów, która była inspiracją modlitwy przyjętej później w całym Prawosławiu bizantyjskim, nazwanej imieniem patriarchy Konstantynopola św. Jana Chryzostoma – Anafora Jana Chryzostoma. Również odradzające się w Jerozolimie chrześcijaństwo przejęło wzorce liturgiczne właśnie z Antiochii, układając w języku greckim Anaforę Jakuba. W Aleksandrii stworzono Anaforę Marka Ewangelisty, w wersji koptyjskiej znaną jako Anafora Cyryla.

### Rozwój modlitw eucharystycznych od V wieku do średniowiecza
W V wieku i później modlitwy eucharystyczne kształtowały się pod wpływem Kościołów znajdujących się w ośrodkach administracyjnych i liturgicznych, jak Jerozolima, Antiochia, Aleksandria i Rzym, a później Konstantynopol.
Z czasem doszło do eliminacji lokalnych modlitw eucharystycznych – na Wschodzie na rzecz Anafory Jana Chryzostoma, pochodzącej ze stolicy Cesarstwa w Konstantynopolu, na Zachodzie zaś na rzecz Kanonu rzymskiego. Anafory własne zachowały przede wszystkim lokalne Kościoły tradycji syro-antiocheńskiej znajdujące się poza granicami Imperium, szczególnie Kościoły przedchalcedońskie, które odseparowały się od Wielkiego Kościoła, w wyniku odrzucenia chrystologicznych postanowień Soborów powszechnych.
Ewolucja modlitw eucharystycznych i ich wzajemny wpływ na siebie zakończył się praktycznie w okresie średniowiecza.

### Odnowa soboru watykańskiego II w Kościele rzymskokatolickim w XX w.
Odnowa modlitwy eucharystycznej – serca Eucharystii – była pierwszym dziełem podjętym przez Sobór watykański II (1962-1965 r.). Uchwalona rok po rozpoczęciu Soboru, Konstytucja o liturgii Sacrosanctum Concilium (SC) podała zasady i kierunek odnowy. W numerze 33 Sobór stwierdził, że  wierni powinni rozumieć teksty i obrzędy Mszy świętej. W tym celu też winna cechować je „szlachetna prostota” i mają być „wolne od niepotrzebnych powtórzeń i dostosowane do pojętności wiernych, tak aby na ogół nie wymagały wielu objaśnień”. Ponadto, według Konstytucji, trzeba było podjąć się opracowania tekstów mszalnych w taki sposób, „aby wyraźniej uwidocznić właściwe znaczenie i wzajemny związek poszczególnych części... zachowując wiernie istotę obrzędów, należy je uprościć i opuścić to, co z biegiem czasu dodano jako powtórzenie lub co stało się zbędnym dodatkiem. Natomiast pewne elementy niesłusznie zatracone w ciągu wieków należy przywrócić, stosownie do pierwotnej tradycji Ojców Kościoła, o ile okaże się to pożyteczne lub konieczne” (SC 50). Poza tym, według Ojców soborowych, nie powinno się unikać tworzenia nowych form, gdy zostanie to udowodnione potrzebą, choć należy pamiętać, że wszelkie nowe formy muszą „organicznie wyrastać z form już istniejących” (SC 23). Dla konkretnej realizacji odnowy św. papież Paweł VI powołał Komisję dla wykonania Konstytucji o świętej Liturgii, której sekretarzem od 1964 r. był Annibale Bugnini CM. Komisji tej przewodniczył do 1968 r. włoski kardynał Giacomo Lercaro, następnie przez rok, do swej śmierci w 1969 r., szwajcarski kard. Benno Walter Gut OSB, a po nim hiszpański klaretyn kard. Arturo Tabera Araoz CMF (do 1973 r.).
Jak zauważył Cipriano Vagaggini, jeden z teologów uczestniczących aktywnie we wprowadzaniu posoborowej reformy liturgicznej, naturalną konsekwencją tych wskazówek było najpierw to, iż zmienił się język celebrowania modlitwy eucharystycznej – z łaciny na języki narodowe. Owocem pracy Rady był nowy Mszał rzymski opublikowany w 1969 r. Zawierający więcej niż jedną modlitwę eucharystyczną, które jaśniej ukazały związek Eucharystii ze Starym Przymierzem oraz z wielkimi liturgiami pierwszych czterech wieków Kościoła.
W wyniku reformy liturgicznej soboru watykańskiego II, Mszał Rzymski ma cztery zasadnicze warianty modlitwy eucharystycznej, których wybór zależy od celebransa, ale uzależniony jest również od zasad zawartych w przepisach liturgicznych (OWMR).
- Pierwsza Modlitwa Eucharystyczna – Kanon rzymski – powstała w IV-VI wieku i rozwijana na przestrzeni stuleci. Od Soboru Trydenckiego do reform liturgicznych po Soborze Watykańskim II jedyna Modlitwa Eucharystyczna w liturgii Kościoła rzymskokatolickiego, zredagowana w ramach reform posoborowych. Zalecana do odmawiania w uroczystości i święta.
- Druga Modlitwa Eucharystyczna – stworzona po Soborze Watykańskim II, inspirowana anaforą Hipolita z III wieku.
- Trzecia Modlitwa Eucharystyczna – nowa modlitwa, stworzona po Vaticanum II czerpie z modlitw liturgicznych i pism Ojców Kościoła, można w niej odnaleźć inspiracje anaforą Jana Chryzostoma.
- Czwarta Modlitwa Eucharystyczna – wzorująca się na aleksandryjskiej anaforze św. Bazylego Wielkiego oraz w dużej mierze na anaforze św. Jakuba.

W zależności od kraju i rejonu geograficznego istnieją również inne Modlitwy Eucharystyczne (nowe mogą być proponowane przez lokalne episkopaty, jednak każda musi być zatwierdzona przez Stolice Apostolską).
Obecnie w Mszale Rzymskim w wydaniu dla diecezji polskich jest w sumie 10 Modlitw Eucharystycznych, m.in. Modlitwy eucharystyczne o tajemnicy pojednania, a także Modlitwy z udziałem dzieci. Dla celebracji mszy z udziałem dzieci zostało opracowane specjalne dyrektorium, którego polski przekład został zatwierdzony 16 listopada 1976 r. w trakcie 155 Konferencji Plenarnej Episkopatu Polski pod przewodnictwem kard. Stefana Wyszyńskiego.

## Struktura
Według Maxa Thuriana, różne elementy oraz struktura wielkiej modlitwy konsekracyjnej stają się zrozumiałe w kontekście liturgii judaizmu, która była pierwszym źródłem Eucharystii.
Historycznie źródłem prefacji jest błogosławieństwo (berakah) uczty paschalnej: Błogosławiony jesteś Panie, Boże nasz, Królu wszechświata, który żywisz nasze ciała i cały świat w swej dobroci, w swojej łasce, hojności i miłosierdziu... Jest to swoista ofiara uwielbienia (hebr. todah) za wszelkie cuda zdziałane przez Boga w dziele stworzenia oraz w historii zbawienia (por. Rdz 1-2; Hebr 1,1-3; Wj 14; Rz 7,24-8,4). Bóg był uwielbiany i błogosławiony za te tajemnice w Starym Przymierzu poprzez sprawowanie uczty Paschalnej oraz w czasie modlitw szabatowych w synagodze, w charakterze pamiątki i ofiary uwielbienia przede wszystkim za Wyjście z Egiptu. Ostateczne zaś spełnienie to błogosławienie Boga osiągnęło w Jezusie Chrystusie i ustanowionym przez Niego nowym paschalnym dziękczynieniu i błogosławieństwie: Eucharystii.
Po Sanctus kapłan wzywa w epiklezie Ducha Świętego, aby nastąpiła przemiana chleba i wina mocą słów Chrystusa. Duch Święty i Słowo są złączane w jednym akcie konsekracyjnym. Słowa ustanowienia razem z epiklezą, są odpowiednikiem tradycyjnej pamiątki sakramentalnej (zikkaron, anamnesis) żydowskiej uczty paschalnej, która  aktualizowała historyczne wydarzenie wyzwolenia narodu Bożego. Pamiątka Eucharystii aktualizuje wyzwolenie z grzechu, dokonane w Męce i Zmartwychwstaniu Chrystusa.
Po drugiej aklamacji („Tajemnica wiary”) modlitwa zanoszona jest odpowiednikiem żydowskiej pamiątki ofiary (azkarah, mnemosynon): kapłan przedstawia Bogu Ojcu jedyną Ofiarę Syna, od wcielenia do zmartwychwstania, jako wstawiennictwo całego Kościoła, zjednoczonego ze wstawiennictwem Chrystusa, Najwyższego Kapłana.
Na końcu następuje modlitwa kapłana, który zanosi do Ojca modlitwy wstawiennicze za wszystkich: za członków Kościoła i wszystkie jego sługi (papieża, biskupów, kapłanów i diakonów), żywych i umarłych, w jedności ze wszystkimi świętymi, szczególnie z Najświętszą Maryją Panną i apostołami.
Po ukazaniu w ten sposób jedności całego Kościoła w tajemnicy eucharystycznej modlitwa kończy się wielką doksologią trynitarną: „Przez Chrystusa, z Chrystusem i w Chrystusie.."
M. Thurian tak streszcza strukturę modlitwy eucharystycznej:

1. Błogosławieństwo prefacji: ofiara i uwielbienie.
2. Pamiątka sakramentalna: epikleza i słowa Jezusa.
3. Pamiątka ofiary: anamneza i przedstawienie ofiary Chrystusa.
4. Wstawiennictwa: udział we wstawiennictwie Syna Bożego, Najwyższego Kapłana.

### Anafory wschodnie
Anafory typu syro-antiocheńskiego posiadają następujący układ: dialog – prefacja – wprowadzenie do Sanctus – Sanctus – modlitwa post-Sanctus – słowa ustanowienia – modlitwa ofiarowania lub anamneza – modlitwy wstawiennicze – epikleza – doksologia. 
Cechą charakterystyczną tych anafor jest umieszczenie epiklezy po modlitwach wstawienniczych, przy końcu modlitwy eucharystycznej. W najstarszej z zachowanych anafor tego typu, w Anaforze Addaja i Mariego, nie ma w ogóle słów ustanowienia.
Anafory typu aleksandryjskiego mają układ: dialog – prefacja – modlitwy wstawiennicze – modlitwa ante-Sanctus – Sanctus – epikleza I – słowa ustanowienia – anamneza – epikleza II – doksologia. Anafory te, podobnie jak w modlitwie kanonu rzymskiego, mają wezwanie „Pan z wami” w dialogu przed prefacją. Mają dwie epiklezy i umieszczają modlitwy wstawiennicze (intercesja) przed Sanctus.

### Ryt rzymski
W strukturze Modlitwy eucharystycznej obrządku rzymskokatolickiego można wyróżnić następujące części: 
1. Dziękczynienie, które wyraża się zwłaszcza w prefacji, poprzedzonej dialogiem.
2. Aklamacja, całe zgromadzenie śpiewa Święty (Sanctus).
3. Epikleza: modlitwa błagalna Kościoła o zesłanie mocy Ducha Świętego, aby chleb i wino zostały konsekrowane, i stały się Ciałem i Krwią Chrystusa. W niedzielę i uroczystości wypowiada się także wspomnienie tajemnicy dnia.
4. Opowiadanie o ustanowieniu Eucharystii i konsekracja: poprzez słowa i czynności Chrystusa dokonuje się Ofiara, jaką sam Chrystus ustanowił podczas Ostatniej Wieczerzy – zachodzi wtedy to, co w dogmatyce katolickiej nazywa się transsubstancjacją, przeistoczeniem. Końcowym akcentem jest Aklamacja o paschalnym charakterze: np. Głosimy śmierć Twoją Panie Jezu, Wyznajemy Twoje zmartwychwstanie i oczekujemy Twego przyjścia w chwale, będąca jednocześnie początkiem następującej anamnezy:
5. Anamneza, sprawowanie pamiątki samego Chrystusa.
6. Ofiarowanie:  zgromadzony na Eucharystii Kościół, sprawując tę pamiątkę, w Duchu Świętym składa Ojcu nieskalaną Ofiarę. Modlitwa o jedność w Duchu, tzw. Epikleza komunijna.
7. Modlitwy wstawiennicze za Kościół, za żyjących i zmarłych. Wyrażająca jedność z Kościołem w niebie i z wszystkimi żywymi i zmarłymi członkami Kościoła.
8. Doksologia końcowa[2][21][22].